# Tombé d'une étoile
Pour plus de détails, voir Fiche technique et Distribution.
Tombé d'une étoile est un film français réalisé par Xavier Deluc, sorti en 2007.

## Synopsis
Jaco a 20 ans et sort de prison. Il se rend en Ardèche afin de régler une affaire personnelle. Durant sa détention, il a écrit un polar. Mais Jaco vit à moitié dans la réalité, à moitié dans le scénario qu'il a écrit.

## Fiche technique
- Titre : Tombé d'une étoile
- Réalisation : Xavier Deluc
- Scénario : Xavier Deluc, Katia Djafri
- Ingénieur du son : Damien Aubry
- Production : Simon Shandor
- Société de production : Clavis Films
- Genre : comédie dramatique
- Durée : 86 minutes
- Date de sortie :  France : 28 juin 2007 au Festival d'Agde

## Distribution
- Thomas Sagols
- Rona Hartner
- Jean-Louis Tribes
- Jean-Louis Foulquier
- Manuel Gélin
- Valérie Leboutte
- Serge Riaboukine
- Simon Shandor
- Valérie Steffen
- Richaud Valls
- Catherine Wilkening